# This Is Love, This Is Murderous
This Is Love, This Is Murderous – trzeci studyjny album grupy Bleeding Through, pierwszy wydany przez wytwórnię Trustkill Records (2003) rok. Na albumie znalazło się 12 metalcorowych utworów. Płyta trwa 45 minut i 2 sekundy. Producentem krążka jest Ulrich Wild. Nagrywano go w World Class Audio w Anaheim.

## Lista utworów
1. "Love Lost In A Hail Of Gun Fire"  – 4:57
2. "Sweet Vampirous"  – 1:24
3. "Number Seven With A Bullet"  – 5:07
4. "On Wings Of Lead"  – 5:21
5. "What I Bleed Without You"  – 3:05
6. "This Is Love, This Is Murderous"  – 4:30
7. "City Of The Condemned"  – 3:23
8. "Mutilation"  – 3:47
9. "Murder By Numbers"  – 3:30
10. "Dead Like Me"  – 3:30
11. "Shadow Walker"  – 2:01
12. "Revenge I Seek"  – 4:21

Drugie wydanie albumu zawiera ponadto: 

### Klipy wideo
- "Love Lost In A Hail Of Gunfire"
- "On Wings of Lead"

### Utwory zagrane na żywo
- Revenge I Seek
- Our Enemies
- Rise

Utwór "Love Lost in A Hail of Gunfire" znalazł się na składance MTV2 Headbangers Ball Volume 2.